# 오타구
오타구(일본어: 大田区 오타쿠[*])는 일본 도쿄도에 있는 특별구 중 하나이다. 총 면적은 59.46km2로 도쿄 23구 중 가장 넓다.
오타구의 중심은 오타구청과 오타 우체국이 있는 가마타역과 게이큐 가마타역 주변에 위치한다.

## 역사
오타구는 1947년 3월 15일에 오모리구와 가마타구가 합쳐져 세워졌다.
1931년에 하네다정의 하네다 비행장의 설립으로 시작된 도쿄 국제공항은 현재 일본 수도권의 주요 국내 공항이다. 이곳은 미국 육군의 통제 하에 하네다 육군 비행장이 되었다. 같은 해에 연합군은 공항 확장을 지시하고 주변 주민들을 쫓아냈다. 연합군 점령이 끝난 후에 미국은 1952년에 일본에 시설의 일부를 반환하였으며 1958년에 반환이 완료되었다. 오타의 하네다 공항은 1964년 도쿄 올림픽 때 도쿄의 교통을 위한 주요 국제 공항으로 사용되었고, 2020년 도쿄 올림픽 때는 지바현의 나리타 국제공항과 함께 양대 관문으로 이용되었다.

## 지리
도쿄 23구의 남쪽 끝에 위치한다. 북쪽으로 시나가와구, 메구로구, 세타가야구와 접하고 동쪽으로 고토구와 접한다. 다마강은 가나가와현 가와사키시와의 남쪽과 서쪽 경계를 이룬다.

## 경제
전일본공수의 계열사인 에어 재팬, 에어 니폰 네트워크, 알프스 전기 주식회사, 캐논, 이케가미 쓰신키, 남코, 세가, 스카이마크 항공, 도쿄 인의 본사가 오타구에 있다.

## 교육
- 도호 대학
- 일본 공과대학
- 일본 공업대학

## 교통

### 도로
- 국도 제1호선
- 국도 제15호선
- 국도 제131호선
- 국도 제357호선

### 철도
- 게이힌 급행 전철
  - 본선
    - 헤이와지마역 - 오모리마치역 - 우메야시키역 - 게이큐 가마타역 - 조시키역 - 로쿠고도테역

  - 공항선
    - 게이큐 가마타역 - 고지야역 - 오토리이역 - 아나모리이나리역 - 덴쿠바시역 - 하네다 공항역
- 도큐 전철
  - 도요코선
    - 덴엔초후역 - 다마가와역

  - 다마가와선
    - 다마가와역 - 누마베역 - 우노키역 - 시모마루코역 - 무사시닛타역 - 야구치노와타시역 - 가마타역

  - 메구로선
    - 오오카야마역 - (1역) - 덴엔초후역

  - 오이마치선
    - 기타센조쿠역 - 오오카야마역

  - 이케가미선
    - 나가하라역 - 센조쿠이케역 - 이시카와다이역 - 유키가야오쓰카역 - 온타케산역 - 구가하라역 - 지도리초역 - 이케가미역 - 하스누마역 - 가마타역
- 도쿄도 교통국(도에이 지하철)
  - 아사쿠사선
    - 니시마고메역 - 마고메역 - (시나가와구)
- 도쿄 모노레일
  - 하네다 공항선
    - 류쓰 센터역 - 쇼와지마역 - 정비장역 - 덴쿠바시역 - 신세이비조역 - 하네다 공항 제1빌딩역 - 하네다 공항 제2빌딩역
- 동일본 여객철도
  - 게이힌 도호쿠선(도카이도 본선)
    - 오모리역 - 가마타역

### 공항
- 도쿄 국제공항

## 픽션

### 드라마
- 전차남

### 만화·애니메이션
- 패닉스쿨(ja)
- 그래도 마을은 돌아간다

## 주요 인물
- 스즈키 호나미 (鈴木保奈美)